# Lycophotia velum
Lycophotia velum là một loài bướm đêm trong họ Noctuidae.